# Вардарски щипок
Вардарски щипок (Cobitis vardarensis) е вид дребна сладководна риба от семейство Виюнови (Cobitidae).

## Разпространение
Видът е разпространен в Северна Македония и Северна Гърция – основно в Западна Македония и Тесалия, както и гранични райони на Косово и Албания. Среща се по поречията и притоците на реките от Вардар на север, през Галик до Пеней на юг.